# Microsoft Lumia 535
Microsoft Lumia 535 es un teléfono inteligente de gama baja desarrollado por Microsoft y fabricado por Compal Electronics, con sistema operativo Windows Phone 8.1, y está seleccionado para la actualización a Windows 10 Mobile.

El 16 de mayo de 2015, Microsoft presentó su sucesor, el Microsoft Lumia 540, con pantalla y cámara mejoradas, aunque no está disponible en todos los países del mundo. El Lumia 540 soluciona algunos de los fallos del Lumia 535 como el problema con el sensor táctil de su pantalla.

## Características
El Microsoft Lumia 535 es el primer teléfono inteligente Lumia con la marca Microsoft en lugar de la de Nokia. Supone una actualización al Lumia 530 y es parte de la tercera generación de la gama Lumia. El teléfono cuenta con un procesador de 1.2 GHz de cuatro núcleos, 1 GB de memoria RAM y pantalla qHD de 5 pulgadas con tecnología LCD IPS con touchscreen capacitivo y protección Corning Gorilla Glass 3, tiene 8GB de almacenamiento interno, cuenta con ranura para tarjetas microSD  y 1GB de memoria RAM.  El brillo cuenta con tres opciones, además del modo automático: bajo, medio y alto.
Su cámara trasera es de 5 Megapíxeles con un flash led, y su cámara frontal es de 5 Megapíxeles, la cual está preparada para las selfies. La cámara trasera tiene una resolución de 2592 х 1936 pixeles con Auto foco, flash led, geo-tagging y Vídeo 480p a 30 Fps.
En diciembre de 2014 se anunció que todos los dispositivos con Windows Phone 8.1 se actualizarían al nuevo S.O. de Microsoft, Windows 10 Mobile, la actualización oficial se lleva a cabo desde febrero de 2016.
Está disponible en los colores naranja, negro, cyan, blanco, gris, verde, su parte trasera es intercambiable y de plástico.
Con el lanzamiento del Lumia 535, Microsoft abandona los dispositivos con 512 MB de RAM en gama baja, centrándose en aumentar el RAM y la velocidad del sistema operativo. El RAM mínimo para actualizar a Windows 10 Mobile es de 1 GB de RAM.
Entre otras características, esta el doble toque (el cual se puede activar desde la app de configuración), respuesta al tacto, avisos por vibración y comandos de voz y teclado Word Flow.
El teléfono se puede actualizar oficialmente a Windows 10 Mobile, pero este no podrá soportar oficialmente Continuum, debido a su procesador de baja potencia, siendo el procesador mínimo para poder utilizarse a partir de Snapdragon 617.

## Recepción
Jim Martin de PC Advisor escribió: Somos fans de Windows Phone 8.1, pero el Lumia 535 se compromete en muchas áreas como para ser vendido a 100 libras y hay mejores dispositivos que éste.
Katharine Byrne de Expert Reviews escribió que el Microsoft Lumia 535 está bien hecho, pero tiene una batería muy pobre y los fallos del sensor táctil lo hacen difícil de querer usarlo.

## Problemas conocidos
Tiene problemas con el sensor táctil de la pantalla. Microsoft lanzó una actualización que no consiguió corregir el problema. Otra actualización en marzo de 2015 parcialmente solucionó el problema. Microsoft avisa que si aún sigue existiendo el fallo necesita contactar con Microsoft Care para poder descargar el firmware necesario.